# Callinique Ier d'Alexandrie
Pour les articles homonymes, voir Callinique.
Callinique Ier (né en 1800 à Skotína, Piérie - mort le 12 juillet 1889 à Mytilène) est pape et patriarche orthodoxe d'Alexandrie et de toute l'Afrique du 7 février 1858 au 5 juin 1861.